# Jump Force
Jump Force è un picchiaduro a incontri sviluppato da Spike Chunsoft e pubblicato dalla Bandai Namco Entertainment con personaggi provenienti da varie serie manga di proprietà Weekly Shōnen Jump, realizzato in occasione del 50º anniversario della rivista. Il gioco è uscito il 14 febbraio 2019 su PC Windows, PlayStation 4 e Xbox One in Giappone, e il giorno dopo nel resto del mondo sempre per queste tre piattaforme. Il 28 agosto 2020 è uscito anche su Nintendo Switch in tutto il mondo.

## Trama
Il malvagio Freezer attacca New York con il suo esercito e viene affrontato da Son Goku. Tuttavia un Raggio Letale di Freezer ferisce mortalmente un civile catturato nella zona di guerra e Trunks lo fa rivivere con un dispositivo cibernetico avanzato chiamato Cubo Umbras, donandogli il potenziale per essere un eroe come loro. Freezer a quel punto si ritira, permettendo a Goku e Trunks di portare il civile nel loro quartier generale, dove vengono accolti dal Direttore Glover, il quale spiega che i mondi dei manga di Shonen Jump hanno iniziato a fondersi in qualche modo con il mondo reale e qualcuno sta usando i Cubi Umbras per trasformare gli esseri umani dal cuore malvagio in Venoms.
A causa di ciò, il Direttore Glover ha creato, con lo scopo di sedare la minaccia, la Jump Force, un'organizzazione composta dagli eroi dei mondi "Jump" e da altre persone salvate attraverso i cubi. Il gruppo è diviso in: Squadra Alpha, capitanata da Son Goku, composta anche da Piccolo, Roronoa Zoro e Gaara e che ha il compito di combattere i Venoms, Squadra Beta, capitanata da Monkey D. Rufy, composta anche da Boa Hancock, Sanji e Boruto Uzumaki e che ha il compito di reclamare i territori dai Venoms, e Squadra Gamma, capitanata da Naruto Uzumaki, composta anche da Kakashi Hatake, Sasuke Uchiha, Trunks e Sabo e che ha il compito di recuperare informazioni. Il nuovo eroe, che funge da personaggio principale del gioco, viene invitato ad unirsi ad una delle tre squadre.
Anche Light Yagami si unisce alla Jump Force in quanto la fusione tra i mondi ha neutralizzato i poteri del suo Death Note e sta cercando un modo per ripristinarlo. Durante le loro missioni, gli eroi incontrano altri guerrieri controllati dai Cubi Umbras caricati di energia malvagia e, per contrastare il loro potere, la Jump Force recupera i cubi e libera gli eroi controllati, reclutandoli nelle loro file. Certe volte i membri dei Venoms, insieme a delle loro copie, affrontano gli eroi per creare scompiglio, e durante una di queste missioni il giocatore salva una ragazza affetta da amnesia chiamata Angela. Poco dopo, alcuni membri della Jump Force cominciano ad essere impossessati dai Cubi Umbras durante le missioni, e questo li porta a sospettare che ci sia un traditore tra di loro. Il primo che viene accusato è Sanji, ma alla fine il colpevole si rivela essere Angela, sotto le cui spoglie si cela la malvagia Galena, che ruba i Cubi Umbras recuperati dalla Jump Force e li consegna a Kane, il capo dei Venoms che vuole annientare l'umanità in quanto vuole vendetta per la morte della sua famiglia.
Il giocatore insegue e sconfigge Kane, ma subito dopo Glover si rivela essere la vera mente dietro la fusione dei mondi, uccide Galena e lascia Kane morente per aver perso la sua utilità. Il vero nome del Direttore Glover è Prometheus, un "Cardine" che è stato accusato di mostrare al mondo reale ciò che avviene nei mondi "Jump" e che, stanco dei vizi dell'umanità, sta tentando di fondere i mondi per guidare l'umanità nella giusta direzione. Il malvagio Prometheus ruba il cubo del giocatore per la sua energia, progettando di usarlo per bilanciare l'energia raccolta dai Venoms e diventare ancora più potente come un Dio. I Venoms a quel punto formano una tregua temporanea con la Jump Force, mentre Kane dona il suo cubo al giocatore e Son Goku lo potenzia con una Sfera Genkidama composta dall'energia di tutti i membri della Jump Force, permettendogli così di distruggere Prometheus.
Nonostante la vittoria, il mondo reale non torna al suo stato originale e, su suggerimento di Trunks, il giocatore diventa il nuovo Direttore della Jump Force e continua a proteggere l'umanità, mandando i vari membri della Jump Force a combattere i Venom ed a reclutare nuovi membri per la squadra. Nel frattempo, Light trova un Cubo Umbras lasciato da Prometheus ed esprime la sua intenzione di usarlo per "rendere il mondo un posto migliore".

## Modalità di gioco
Jump Force è un gioco di combattimento 1 vs 1 dove il giocatore controlla una squadra di tre personaggi da una selezione proveniente da varie serie manga presenti nella rivista Weekly Shōnen Jump. I giocatori controllano un personaggio alla volta e gli altri vengono usati come supporto, con i giocatori che possono passare da uno all'altro durante la battaglia. Solo su Nintendo Switch inoltre è possibile svolgere combattimenti 3 vs 3 offline.
I vari combattimenti funzionano in modo abbastanza simile al precedente videogioco crossover di Shōnen Jump, "J-Stars Victory Vs", con i giocatori che si muovono attorno ad uno spazio 3D ed utilizzano varie combo e mosse speciali per attaccare i loro avversari. La partita termina quando una squadra esaurisce la barra della salute condivisa dell'altro.

## Personaggi
Il roster comprende 57 personaggi giocabili, di cui 3 originali disegnati per il gioco da Akira Toriyama, ottenibili tramite un aggiornamento gratuito, e 54 provenienti da 15 serie di proprietà Shōnen Jump diverse. Di questi, 14 sono ottenibili tramite DLC a pagamento.
Black Clover
- Asta

Bleach
- Ichigo Kurosaki
- Renji Abarai
- Rukia Kuchiki
- Sozuke Aizen
- Toshiro Hitsugaya (DLC)
- Grimmjow Jaegerjaques (DLC)
- Yoruichi Shihoin (DLC)

City Hunter
- Ryo Saeba

Dai - La grande avventura
- Dai

Dragon Ball
- Son Goku
- Vegeta
- Trunks
- Freezer
- Piccolo
- Cell (corpo perfetto)
- Majin Bu (buono) (DLC)

Hunter × Hunter
- Gon Freecss
- Killua Zaoldyeck
- Kurapika
- Hisoka Morou
- Biscuit Krueger (DLC)
- Meruem (DLC)

I Cavalieri dello zodiaco
- Pegasus
- Sirio il Dragone

Ken il guerriero
- Kenshiro

Kenshin - Samurai vagabondo
- Kenshin Himura
- Makoto Shishio

Le bizzarre avventure di JoJo
- Dio Brando
- Jotaro Kujo
- Giorno Giovanna (DLC)

My Hero Academia
- Izuku Midoriya
- All Might (DLC)
- Katsuki Bakugo (DLC)
- Shoto Todoroki (DLC)

Naruto
- Naruto Uzumaki
- Sasuke Uchiha
- Kaguya Otsutsuki
- Gaara
- Kakashi Hatake
- Boruto Uzumaki
- Madara Uchiha (DLC)

One Piece
- Monkey D. Rufy
- Roronoa Zoro
- Sanji
- Boa Hancock
- Marshall D. Teach
- Sabo
- Trafalgar Law (DLC)

Yu-Gi-Oh!
- Yugi Muto
- Seto Kaiba (DLC)

Yu degli spettri
- Yusuke Urameshi
- Toguro minore
- Hiei (DLC)

Personaggi originali di Jump Force
- Prometheus / Direttore Glover + (l'antagonista principale del gioco)
- Kane +[5]
- Galena +[5]

I personaggi non giocabili invece sono in tutto tre, di cui due provenienti da una serie Shōnen Jump e uno originale disegnato da Akira Toriyama. Questi sono Light Yagami e Ryuk di Death Note e il Navigatore.
I giocatori possono creare il loro personaggio giocabile, personalizzandolo con abiti e accessori guadagnati attraverso il gameplay.

## Sviluppo
Jump Force è stato sviluppato da Spike Chunsoft e pubblicato da Bandai Namco Entertainment. Esso è stato sviluppato per commemorare il 50º anniversario del Weekly Shōnen Jump. Il gioco è stato sviluppato utilizzando l'Unreal Engine 4. Jump Force è stato annunciato a giugno all'E3 2018 durante la conferenza stampa di Microsoft, durante la quale hanno confermato come primi personaggi giocabili Son Goku e Freezer da Dragon Ball, Monkey D. Rufy e Roronoa Zoro da One Piece e Naruto Uzumaki e Sasuke Uchiha da Naruto, insieme con le arene ispirate a New York e al Monte Cervino, e viene confermata anche la presenza come personaggi non giocabili di Light Yagami e Ryuk da Death Note.
Nel mese di luglio del 2018 viene confermata la presenza nel roster di Ichigo Kurosaki, Rukia Kuchiki e Sosuke Aizen da Bleach e l'arena ispirata a Hong Kong. Ad agosto durante il Gamescom 2018 viene confermata la presenza di Gon Freecss e Hisoka Morou da Hunter × Hunter, di Sanji, Sabo e Marshall D. Teach da One Piece e di Vegeta da Dragon Ball, oltre che la possibilità di creare un proprio personaggi personalizzato, quella di combattere online con altri giocatori e l'arena ispirata a Namecc da Dragon Ball.
A settembre, durante il Tokyo Game Show 2018, viene rivelato che Jump Force sarebbe uscito a febbraio 2019 e che nel mese di ottobre si sarebbe svolta una prova a porte chiuse per alcuni giocatori, oltre che le varie edizioni in cui sarebbe uscito il gioco e la conferma come personaggi giocabili di Killua Zoldick e Kurapika da Hunter × Hunter, di Yusuke Urameshi e Toguro minore da Yu degli spettri, insieme con un'arena ispirata al Giappone, e di Yugi Muto da Yu-Gi-Oh! insieme con l'arena ispirata a San Francisco. Infine, viene rivelato che nel videogioco sono presenti quattro personaggi originali creati da Akira Toriyama, autore di Dragon Ball, ossia Kane, Galena, il Direttore Glover e il Navigatore.
A ottobre 2018, oltre a svolgersi la prova a porte chiuse su Internet, vengono confermati durante alcune fiere come personaggi giocabili prima Pegasus e Sirio da Saint Seiya - I Cavalieri dello zodiaco, insieme con l'arena ispirata al Messico, e successivamente Kenshiro da Ken il guerriero e Ryo Saeba da City Hunter, oltre all'arena ispirata a Parigi e alla data d'uscita fissata per il 15 febbraio 2019. A novembre 2018 viene rivelato che Son Goku, Vegeta e Freezer avrebbero potuto raggiungere le trasformazioni in SSGSS e Freezer dorato che possiedono in Dragon Ball Super e, tramite la rivista V Jump, vengono confermati del roster Kenshin Himura e Makoto Shishio da Kenshin - Samurai vagabondo e Piccolo e Cell (corpo perfetto) da Dragon Ball.
A dicembre, in occasione della Jump Festa 2018, viene diramato un trailer che spiega la storia principale che ruota attorno a Jump Force e vengono confermati nel roster Asta da Black Clover, Trunks da Dragon Ball, Boa Hancock da One Piece, Renji Abarai da Bleach e Izuku Midoriya da My Hero Academia, oltre che l'arena ispirata a Marineford da One Piece. A gennaio del 2019 viene confermata una nuova sessione di gioco aperta a tutti che si svolge a fine gennaio e viene confermata tramite V-Jump la presenza nel roster di Kakashi Hatake, Gaara e Kaguya Otsutsuki da Naruto e di Boruto Uzumaki da Boruto: Naruto Next Generations. Tramite Instagram e Facebook invece, vengono confermati nel roster Jotaro Kujo da Le bizzarre avventure di JoJo: Stardust Crusaders e Dai da Dragon Quest: La grande avventura di Dai.
Nello stesso mese, viene confermata la presenza dell'arena ispirata al Villaggio della foglia da Naruto e viene diramato un secondo trailer che spiega la storia principale del videogioco. Infine nel mese di febbraio, poco prima dell'uscita del gioco, vengono confermati Dio Brando da Le bizzarre avventure di JoJo: Stardust Crusaders nel roster e l'arena ispirata alla Nuova Zelanda.

## Distribuzione
Jump Force viene pubblicato il 14 febbraio 2019 per PlayStation 4, Xbox One e Windows PC in Giappone, mentre nel resto del mondo esce il 15 febbraio 2019. Il giorno di rilascio viene confermato che Kane, Galena e il Direttore Glover, la cui vera identità è Prometheus, non sono dei personaggi giocabili all'interno del gioco, a differenza di quanto dichiarato nei mesi precedenti su Kane e Galena, e vengono confermate due arene: una ispirata alla Sala di Allenamento della base in cui si svolge il gioco, e un'altra ispirata alla Base Umbras.
Nel mese di aprile viene pubblicato un aggiornamento gratuito contenente l'evento online temporaneo Vertex, mentre a maggio vengono pubblicati un altro aggiornamento gratuito ed il primo DLC: l'aggiornamento gratuito contenente l'arena ispirata all'Arena del Torneo Mondiale da Dragon Ball, ed il DLC a pagamento contenente come personaggi giocabili Seto Kaiba da Yu-Gi-Oh!, All Might da My Hero Academia e Biscuit Krueger da Hunter × Hunter. A luglio esce un aggiornamento gratuito contenente come personaggi giocabili Kane e Galena e l'evento online temporaneo Raid Boss.
Ad agosto vengono pubblicati un altro aggiornamento gratuito ed un altro DLC: l'aggiornamento gratuito contenente l'arena ispirata alla L'ultima vallata da Naruto, ed il DLC a pagamento contenente come personaggi giocabili Katsuki Bakugo da My Hero Academia e Majin Bu (buono) da Dragon Ball. Nel mese di settembre viene pubblicato un DLC gratuito contenente come personaggio giocabile Prometheus, la vera identità del Direttore Glover, mentre ad ottobre viene pubblicato l'evento online temporaneo Arena Battle.
A novembre vengono pubblicati un altro aggiornamento gratuito e un altro DLC: l'aggiornamento gratuito contenente l'arena ispirata a Whole Cake Island da One Piece, ed uno a pagamento contenente come personaggi giocabili Madara Uchiha da Naruto e Toshiro Hitsugaya da Bleach. A dicembre viene pubblicato un DLC a pagamento contenente Trafalgar Law da One Piece e Grimmjow Jaegerjaques da Bleach. A febbraio del 2020, in occasione dell'anniversario dell'uscita di Jump Force, viene pubblicato un aggiornamento gratuito contenente l'evento online Tournament Battle.
Ad aprile 2020 viene annunciata l'uscita di Jump Force su Nintendo Switch, insieme alla modalità offline 3 vs 3 esclusiva per questa piattaforma, mentre a maggio vengono pubblicati un altro aggiornamento gratuito e un DLC: l'aggiornamento gratuito contenente l'evento online temporaneo Raid Boss Battle, ed uno DLC pagamento contenente come personaggio giocabile Shoto Todoroki da My Hero Academia. Ad agosto Jump Force esce su Nintendo Switch in tutto il mondo, con un roster che comprende fin da subito tutti i personaggi DLC usciti fino a quel momento.
Ad ottobre viene pubblicato per PlayStation 4, Xbox One e Windows PC un DLC a pagamento contenente come personaggi giocabili Meruem da Hunter × Hunter e Hiei da Yu degli spettri. A febbraio 2021 viene pubblicato per PlayStation 4, Xbox One e Windows PC un DLC a pagamento contenente come personaggio giocabile Yoruichi Shihouin da Bleach, e per Nintendo Switch un DLC a pagamento contenente come personaggi giocabili la stessa Yoruichi insieme a Meruem e Hiei. Ad aprile 2021 viene pubblicato su PlayStation 4, Xbox One, Nintendo Switch e Windows PC tramite DLC a pagamento come personaggio giocabile Giorno Giovanna da Le bizzarre avventure di JoJo: Vento Aureo.

## Contenuti aggiuntivi
| Nome                                               | Data di uscita   | Descrizione | Stagione                       |
| -------------------------------------------------- | ---------------- | --- | ------------------------------ |
| JUMP FORCE - Pre-Order Bonus                       | 15 febbraio 2019 | Include 4 oggetti esclusivi (il pod volante di Freezer come veicolo per la lobby, il cappotto da hokage di Naruto, la giacca di Gol D. Roger e la speciale armatura dell'esercito di Freezer) da sfoggiare nella lobby online. | -                              |
| JUMP FORCE Character Pack 1: Seto Kaiba            | 28 maggio 2019   | Contiene il personaggio giocabile Seto Kaiba, abito per avatar, tecniche speciali, abilità J e missioni. | JUMP FORCE - Characters Pass   |
| JUMP FORCE Character Pack 2: Biscuit Krueger       | 28 maggio 2019   | Contiene il personaggio giocabile Biscuit Krueger, abito per avatar, tecniche speciali, abilità J e Missioni. | JUMP FORCE - Characters Pass   |
| JUMP FORCE Character Pack 3: All Might             | 28 maggio 2019   | Contiene il personaggio giocabile All Might, abito per avatar, tecniche speciali, abilità J, e missioni. | JUMP FORCE - Characters Pass   |
| JUMP FORCE Character Pack 4: Majin Buu             | 27 agosto 2019   | Contiene il personaggio giocabile Majin Bu (buono), abito per avatar, tecniche speciali, abilità J e missioni. | JUMP FORCE - Characters Pass   |
| JUMP FORCE Character Pack 5: Katsuki Bakugo        | 27 agosto 2019   | Contiene il personaggio giocabile Katsuki Bakugo, abito per avatar, tecniche speciali, abilità J e missioni. | JUMP FORCE - Characters Pass   |
| JUMP FORCE Character Pack 6: Toshiro Hitsugaya     | 19 novembre 2019 | Contiene il personaggio giocabile Toshiro Hitsugaya, abito per avatar, tecniche speciali, abilità J e missioni. | JUMP FORCE - Characters Pass   |
| JUMP FORCE Character Pack 7: Madara Uchiha         | 19 novembre 2019 | Contiene il personaggio giocabile Madara Uchiha, abito per avatar, tecniche speciali, abilità J e Missioni. | JUMP FORCE - Characters Pass   |
| JUMP FORCE Character Pack 8: Grimmjow Jaegerjaquez | 17 dicembre 2019 | Contiene il personaggio giocabile Grimmjow Jaegerjaques, abito per avatar, tecniche speciali, abilità J e missioni. | JUMP FORCE - Characters Pass   |
| JUMP FORCE Character Pack 9: Trafalgar Law         | 17 dicembre 2019 | Contiene il personaggio giocabile Trafalgar Law, abito per avatar, tecniche speciali, abilità J e missioni. | JUMP FORCE - Characters Pass   |
| JUMP FORCE Character Pack 10: Shoto Todoroki       | 26 maggio 2020   | Contiene il personaggio giocabile Shoto Todoroki, abito per avatar tecniche speciali, abilità J e missioni. | JUMP FORCE - Characters Pass 2 |
| JUMP FORCE Character Pack 11: Meruem               | 27 ottobre 2020  | Contiene il personaggio giocabile Meruem, abito per avatar, tecniche speciali, abilità J e missioni. | JUMP FORCE - Characters Pass 2 |
| JUMP FORCE Character Pack 12: Hiei                 | 27 ottobre 2020  | Contiene il personaggio giocabile Hiei, abito per avatar, tecniche speciali, abilità J e missioni. | JUMP FORCE - Characters Pass 2 |
| JUMP FORCE Character Pack 13: Yoruichi Shihoin     | 2 febbraio 2021  | Contiene il personaggio giocabile Yoruichi Shihoin, abito per avatar, tecniche speciali, abilità J e missioni. | JUMP FORCE - Characters Pass 2 |
| JUMP FORCE Character Pack 14: Giorno Giovanna      | 14 aprile 2021   | Contiene il personaggio giocabile Giorno Giovanna, abito per avatar, tecniche speciali, abilità J e missioni. | JUMP FORCE - Characters Pass 2 |

## Accoglienza
| Testata                          | Versione | Giudizio                    |
| -------------------------------- | -------- | --------------------------- |
| Metacritic (media al 30-01-2020) | PC       | 60/100                      |
| Metacritic (media al 30-01-2020) | PS4      | 56/100                      |
| Metacritic (media al 30-01-2020) | XONE     | 61/100                      |
| Destructoid                      | PS4      | 6/10                        |
| EGM                              | Tutte    | 6.5/10                      |
| Game Informer                    | Tutte    | 6/10                        |
| GamePro                          | Tutte    | 75/100                      |
| GameSpot                         | Tutte    | 7/10                        |
| GamesRadar+                      | Tutte    | [ 61 ]                      |
| IGN                              | Tutte    | 6.3/10 (UK) 7.5/10 (Spagna) |
| OXM                              | XONE     | 8/10                        |
| Multiplayer.it                   | Tutte    | 6.0/10                      |
| SpazioGames.it                   | Tutte    | 6.6/10                      |
| Hobby Consolas                   | Tutte    | 71/100                      |
| Shacknews                        | Tutte    | 7/10                        |
| Softpedia                        | Tutte    | [ 69 ]                      |
| The Games Machine                | Tutte    | 7.3/10                      |
| Console-Tribe                    | Tutte    | 61%                         |

Jump Force ha ricevuto un'accoglienza mista, altalenante o inferiore alla media da parte del sito web Metacritic. Sin dai primi giorni, il gioco è stato criticato per quanto riguarda il gameplay, le animazioni e i tempi di caricamento.

### Vendite
In Giappone, la versione PS4 ha venduto circa 76 894 copie fisiche durante la settimana di lancio, diventando il gioco più venduto della settimana. Al 17 marzo 2019, sempre la versione PS4 ha venduto 190 213 copie fisiche in Giappone.
In Nord America, il gioco ha debuttato al secondo posto nella classifica delle vendite mensili di febbraio 2019, dietro solo a Anthem. Jump Force è il quarto gioco best seller del Nord America del 2019, dietro solo a Kingdom Hearts III, Anthem e Resident Evil 2, e ha avuto il terzo miglior mese di vendite per un gioco Bandai Namco sempre nel Nord America.
Nel Regno Unito, Jump Force ha debuttato al quarto posto delle classifiche settimanali nella versione PS4, il che rappresenta il 74% delle vendite di lancio. Steam Spy stima che la versione per PC abbia venduto tra le 50 000 e le 100 000 copie fisiche in tutto il mondo sulla piattaforma Steam al 23 marzo 2019.

### Premi
| Anno | Premio                      | Categoria                 | Esito       | Nota   |
| ---- | --------------------------- | ------------------------- | ----------- | ------ |
| 2018 | Game Critics Awards         | Best Fighting Game        | Candidato/a | [ 75 ] |
| 2019 | The Game Awards 2019        | Best Fighting Game        | Candidato/a | [ 76 ] |
| 2020 | 23rd Annual D.I.C.E. Awards | Fighting Game of the Year | Candidato/a | [ 77 ] |
| 2020 | NAVGTR Awards               | Game, Franchise Fighting  | Candidato/a | [ 78 ] |